# バルニム10世 (ポメラニア公)
バルニム10世（Barnim X., 1549年2月15日 - 1603年9月1日）は、ポメラニア＝リューゲンヴァルデ（ダルウォボ）公（在位：1569年 - 1600年）、ビトゥフおよびブクフ公（在位：1573年 - 1600年）、シュチェチン公（在位：1600年 - 1603年）。若公（ポーランド語：Młodszy）、敬虔公（Pobożnym）などとよばれる。また、バルニム12世ともされる。

## 生涯
バルニム10世はポメラニア公フィリップ1世とマリア・フォン・ザクセンの五男として生まれた。
1569年、公領の分割の際にリューゲンヴァルデ（ダルウォボ）を獲得した。それとともに、大叔父のバルニム9世が死去した際にブクフおよびビトゥフを継承することが保証され、1573年にバルニム9世が死去した際にこれらを継承した。
ポーランド王女アンナとの結婚が交渉されたこともあったが、ドラヒム城において王室長官スタニスワフ・センジヴォイ・チャルンコフスキとの間で行われたこの交渉は成功しなかった。この交渉にはポメラニア公に対する領土割譲の要求も含まれていた。アンナは、相続人なくポメラニア公が亡くなった場合には、寡婦財産が全額支払われるまで、チュウフフ、ドラヒム、ピワ、プツク、トゥホラ、ウイスコ、ヴァウェツキを相続することになっていた。ポーランド側は、領土割譲を除いて40万ポーランドズウォティの寡婦財産を提示した。結局、バルニムは1581年10月3日にアンスバッハでブランデンブルク選帝侯ヨハン・ゲオルクとザビーナ・フォン・ブランデンブルク＝アンスバッハの娘アンナ・マリアと婚約した。同年10月8日に2人はベルリン近郊のケルンで結婚式を挙げ、アンナ・マリアは翌年2月にポメラニアに到着した。
1600年、バルニムは兄ヨハン・フリードリヒの死後にシュチェチンを継承した。バルニムは1603年9月1日に跡継ぎを残さずに亡くなり、1603年10月18日に聖オットー教会に埋葬された。弟カジミール7世が短期間 （数週間）公領の統治を引き継いだ。